# 당귀속
당귀속(학명: Angelica)은 미나리과에 속하는 속씨식물 속이다. 키가 큰 두해살이 또는 여러해살이 초본식물로 북반구의 온대 지역과 아북극 지역에 자생한다. 북쪽으로 아이슬란드와 사프미, 그린란드 지역까지 분포한다. 키가 1–3m까지 자라며, 큰 2회 우상엽 잎과 흰색 또는 녹색을 띠는 흰색 꽃의 큰 복합 산형화서가 있다. 중국 등 동아시아 지역에서 약용으로 사용되었다. 다양한 변이의 열매, 형태 및 지하 구조를 보여준다. 유전자 다형성이 매우 높다. 전 세계적으로 약 90여 종이 알려져 있다.

## 일부 종
아래 목록은 당귀속에 속하는 식물 중 일부이다.
- 왜당귀 (A. acutiloba)
- 개구릿대 (A. anomala)
- 처녀바디 (A. cartilagino-marginata)
  - 흰바디나물 (A. cartilagino-marginata var. distans)
- 잔잎바디 (A. czernaevia)
- 구릿대 (A. dahurica)
- 바디나물 (A. decursiva)
- 두메당근 (A. florenti)
- 왜천궁 (A. genuflexa)
- 참당귀 (A. gigas)
- 삼수구릿대 (A. jaluana)
- 갯강활 (A. japonica)
- 궁궁이 (A. polymorpha)
- 지리강활 (A. purpuraefolia)
- 강활 (A. reflexa)
- 중국당귀 (A. sinensis)
- 고본 (A. tenuissima)